# نادي كيونغ سونغ لكرة القدم
نادي كيونغ سونغ لكرة القدم هو نادي كرة قدم كوري ومقره مدينة سيول. استخدمت تسمية كيونغ سونغ أو جيونغ سيونغ بدلاً من سيول خلال فترة الحكم الياباني. بعد الاستقلال عن اليابان، استمر النادي وغيّر اسمه إلى نادي سيول لكرة القدم في عام 1946. لكن بسبب الغزو الكوري الشمالي، توقف النادي عن النشاط.
عندما كانت كوريا تحت الحكم الياباني، شارك نادي كيونغ سونغ في كأس الإمبراطور الياباني وفاز بالجائزة، ليصبح النادي الوحيد من الجزر المحلية غير اليابانية الذي يفوز بها.

## التاريخ
تأسس نادي كيونغ سونغ لكرة القدم عام 1933، ويعتبر ناديًا تاريخيًا لكرة القدم الكورية.

## الإنجازات
- بطولة جوسون لكرة القدم
  - فائز (2) : 1936
  - وصيف (3) : 1933 ، 1938 ، 1939
- كأس الإمبراطور
  - فائز (1) : 1935
- ألعاب ضريح ميجي
  - فائز (1) : 1935 كرة القدم في ألعاب ضريح ميجي

## التنافس
كان نادي بيونغ يانغ إف سي المنافس الأكبر. كانت مباريات الناديين المتنافسين مشهورة وعرفت باسم مباراة كيونغ بيونغ لكرة القدم

## أنظر أيضاً
- كرة القدم في سيول
- بيونغ يانغ
- كيم يونغ سيك